# 1959 في تونس
فيما يلي قوائم الأحداث التي وقعت خلال عام 1959 في تونس.

## أحداث
- 8 نوفمبر – الانتخابات الرئاسية التونسية 1959
- 8 نوفمبر – الانتخابات التشريعية التونسية 1959

## كتب
من الكتب التي صدرت هذه السنة في تونس:
- 1 يناير – الدقلة في عراجينها من تأليف بشير خريف.

## مواليد

### يناير
- 1 يناير – إبراهيم اللطيف
- 1 يناير – سفيان بن فرحات صحفي تونسي.
- 1 يناير – نذير بن عمو محامي تونسي.
- 1 يناير – نصر الدين بن مختار ممثل تونسي.
- 13 يناير – سليم شيبوب لاعب كرة طائرة تونسي.
- 27 يناير – عبد الحميد الهرقال لاعب كرة قدم تونسي.

### مارس
- 6 مارس – لزهر العكرمي

### أبريل
- 23 أبريل – منجي حامدي سياسي من تونس.

### يونيو
- 4 يونيو – عبد الجليل بن سالم

### يوليو
- 7 يوليو – بدر الدين عبد الكافي سياسي من تونس.

### أغسطس
- 14 أغسطس – الصحبي عتيق سياسي من تونس.
- 23 أغسطس – محمد الزرن

### سبتمبر
- 17 سبتمبر – كلثوم كنو سياسية من تونس.

### نوفمبر
- 6 نوفمبر – حسين قهواجي
- 12 نوفمبر – خالد بن يحيى لاعب كرة قدم تونسي.

### ديسمبر
- 8 ديسمبر – الفاضل ساسي

## وفيات

### يناير
- 1 يناير – موسى الكاظم بن عاشور (مواليد 1892)